# Жерновка (Новосибірська область)
Жерновка (рос. Жерновка) — присілок у Маслянинському районі Новосибірської області Російської Федерації.
Входить до складу муніципального утворення Єлбанська сільрада. Населення становить 206 осіб (2010).

## Історія
Згідно із законом від 2 червня 2004 року органом місцевого самоврядування є Єлбанська сільрада.

## Населення
| 2002 | 2007 | 2010 |
| ---- | ---- | ---- |
| 279  | ↗284 | ↘206 |